# Loi sur le livre sixième du Code civil de Catalogne
Lire en ligne

(ca) LLEI 3/2017, del 15 de febrer, del llibre sisè del Codi civil de Catalunya, relatiu a les obligacions i els contractes, i de modificació dels llibres primer, segon, tercer, quart i cinquè.

La loi sur le livre sixième du Code civil de Catalogne (en catalan Llei del llibre sisè del Codi civil de Catalunya) est une loi adoptée par le Parlement de Catalogne, promulguée le 15 février 2017. Elle complète le Code civil de Catalogne en créant son sixième et dernier livre, qui réglemente les contrats et les obligations.
La loi est adoptée par le Parlement le 8 février 2017, à une large majorité de 101 voix « pour » de JxSí, du PSC, de CSQP, du PPC et de 5 députés de la CUP, 25 voix « contre » de C's, et 5 abstentions de 5 députés de la CUP. Elle entre en vigueur le 1er janvier 2018.

## Contexte

### Codification du droit civil catalan
La Catalogne possède un droit civil propre depuis le Moyen Âge, qu'elle avait en partie conservé après l'annexion au royaume d'Espagne puis sous le régime franquiste. Après le rétablissement de la Généralité, le statut d'autonomie de 1979 et celui de 2006 ont donné compétence au Parlement de Catalogne en matière de droit civil.
Le processus de compilation, de développement, et de modernisation du droit civil catalan a commencé au début des années 1980. Sa codification complète dans un Code civil de Catalogne (CCCat) a été impulsée en 1998. Une première loi de 2002 a défini la structure du Code, qui comprend six livres, dont les cinq premiers ont été adoptés successivement entre 2002 et 2010. L'adoption du livre sixième, sur les contrats et les obligations, doit achever le processus,.

### Projet de 2015
En décembre 2013, le deuxième gouvernement d'Artur Mas a commencé la procédure législative pour l'adoption du livre sixième du Code civil de Catalogne, en adoptant le rapport préliminaire de l'avant-projet de loi. Le projet de loi a été élaboré par la Commission de codification, un organe collégial où sont représentés tous les opérateurs en matière de droit civil et tous les groupes parlementaires, présidé par le doyen du Col·legi de Notaris de Catalunya (ca), Joan Carles Ollé (ca). Il a été adopté par le conseil exécutif en février 2015. Le gouvernement a souhaité engager la procédure d'urgence pour que la loi puisse être adoptée avant la fin de la législature, alors que la dissolution du Parlement et des élections anticipées avaient été annoncées pour septembre 2015.
Le projet de loi a été débattu par le Parlement de Catalogne en mars 2015. Le conseiller à la justice, Germà Gordó (ca), a défendu une norme « moderne », qui inclut « des mesures plus justes », et qui « parvient à compléter notre ordonnancement civil ». Les amendements de rejet des partis d'opposition de droite, le Parti populaire catalan (PPC) et Ciutadans (C's), ont été rejetés par 26 voix contre 102.
La dissolution du Parlement en août 2015 a empêché la procédure législative d'aboutir.

## Adoption
Le gouvernement de Carles Puigdemont reprend le projet de loi sur le livre sixième du Code civil de Catalogne le 23 février 2016. Le texte réglemente les contrats et les obligations, et transpose deux directives européennes pour augmenter la protection des consommateurs et de la partie la plus faible des contrats.
Un nouveau débat de totalité est organisé au Parlement sur le projet du gouvernement en mars 2016. L'amendement de rejet, déposé et soutenu par le seul Parti populaire catalan (PPC), qui défend que le projet excède les compétences de la Généralité, est rejeté par 10 voix « pour », 95 voix « contre », et 23 abstentions. Ciutadans (C's) s'est abstenu, contrairement à la législature précédente où il s'était opposé au projet. Tous les autres groupes ont voté en sa faveur. Le nouveau conseiller à la justice, Carles Mundó, déclare que le Code civil est une « structure d'État » de la Catalogne, c'est-à-dire l'un des éléments essentiels pour accéder à la souveraineté, et que la loi permettra que le droit espagnol ne soit plus que « d'application subsidiaire » en Catalogne.
Le texte est ensuite examiné par la commission de la justice du Parlement. Le député Jordi Orobitg (ca) (JxSí) en est le rapporteur. De nombreux avis techniques et expertises sont sollicités. Les principaux sujets de débat sont le métayage urbain, les biens communaux, un droit hypothécaire plus favorable aux acheteurs, la réglementation des contrats de vente, et les contrats d'échange. La commission achève ses travaux en novembre 2016.
En décembre 2016, Ciutadans saisit le Consell de Garanties Estatutàries (ca) pour contrôler la validité juridique du projet. Celui-ci rend son avis à l'unanimité en février 2017, qui conclut que le texte est conforme à la Constitution espagnole et au statut d'autonomie de la Catalogne.
En janvier 2017, le conseiller à la justice, Carles Mundó, annonce que le gouvernement présentera un amendement lors du débat final sur le projet de loi, pour modifier le livre deuxième du Code civil afin de garantir le droit de vote des personnes frappées d'incapacité. L'amendement prévoit que lors d'une procédure judiciaire d'incapacité, le juge doit se prononcer sur le droit de vote de la personne, au lieu que la déclaration d'incapacité (ca) n'entraîne automatiquement la perte de ses droits civiques. Cette réforme est motivée par l'application de la Convention relative aux droits des personnes handicapées des Nations unies de 2006, qui reconnaît les droits politiques des personnes handicapées.
La loi est adoptée par le Parlement le 8 février 2017, à une large majorité de 101 voix « pour » de JxSí, du PSC, de CSQP, du PPC et de 5 députés de la CUP, 25 voix « contre » de C's, et 5 abstentions de 5 députés de la CUP sur la plus grande part des articles, et des majorités diverses sur les autres points. L'amendement du gouvernement sur le droit de vote des personnes en incapacité est adopté. 134 amendements sont présentés par les groupes politiques, qui sont tous rejetés, à l'exception d'un amendement de CSQP sur les contrats de culture,.

## Contenu
La loi adopte le livre sixième du Code civil de Catalogne, qui rassemble l'ensemble de la législation sur les contrats et les obligations. L'application du droit espagnol n'est plus que subsidiaire dans ces matières. L'achèvement du Code civil de Catalogne remplace définitivement la compilation du droit civil catalan de 1960 (ca), qui avait jeté les bases du droit civil catalan moderne. Il est le résultat de quinze ans de travail de codification.

### Livre sixième
Le livre sixième réglemente l'ensemble des contrats.
- dans le chapitre premier, les contrats à finalité de transmission, dont les contrats de vente, les contrats d'échange, les contrats de cession de terrains ou d'approbation urbanistique en échange de construction future ;
- dans le chapitre deuxième, les contrats de mandat, et en particulier le contrat de gestion ;
- dans le chapitre troisième, les contrats les contrats de culture, dont les baux ruraux ;
- dans le chapitre quatrième, la rente viagère (ca) et le contrat alimentaire ;
- dans le chapitre cinquième, les contrats de coopération ;
- dans le chapitre sixième, les contrats et de financement, de garantie, dont le contrat de censal (ca).

La loi modifie les règles sur les contrats de vente de logements pour augmenter la protection des consommateurs. Elle prévoit que l'acheteur d'un logement peut se rétracter et obtenir le remboursement des arrhes si sa banque lui a refusé un prêt. Elle protège les emprunteurs d'un crédit hypothécaire contre les fonds d'investissements qui rachètent des paquets de crédits. Elle introduit le contrat de métayage urbain, qui consiste à louer un bien en échange de travaux et de sa maintenance. Elle réglemente la condition résolutoire comme alternative à l'hypothèque, pour éviter l'intervention des établissements financiers.
La loi introduit des réformes pour tenir compte des nouvelles réalités sociales, notamment liées au vieillissement de la population. Elle réglemente le contrat de rente viagère (ca) et le contrat alimentaire.

### Modification des autres livres
La loi réforme également les autres livres du Code civil de Catalogne. En particulier, elle modifie le livre deuxième pour garantir le droit de vote des personnes frappées d'incapacité. La déclaration d'incapacité (ca) par le juge n'entraîne plus nécessairement le retrait du droit de vote de la personne, et le juge doit se prononcer sur celui-ci.
Pour réduire l'encombrement des tribunaux et éviter les coûts et les délais d'une procédure judiciaire, elle prévoit que l'intervention d'un juge n'est plus nécessaire pour l'interpellatio in iure, c'est-à-dire la situation dans laquelle l'un des héritiers n'accepte ni ne refuse une succession, ce qui paralyse la procédure de succession. La situation pourra être réglée par un notaire.

## Application
La loi entre en vigueur le 1er janvier 2018, à l'exception de certaines dispositions qui entrent en vigueur dès le 1er mars 2017, parmi lesquelles la réforme du livre deuxième sur le droit de vote des personnes frappées d'incapacité, la réforme du livre quatrième sur l'interpellatio in iure, et la réforme du livre cinquième sur les droits à redevance.